# Il libro di Urantia
Il libro di Urantia (a volte chiamato Fascicoli di Urantia o Quinta Rivelazione Epocale) è un libro spirituale e filosofico che discute di Dio, di Gesù, di scienze, di cosmologia, di religione, della storia e del destino. È stato diffuso a Chicago, tra il 1924 e il 1955. La paternità rimane avvolta nel mistero. Gli autori introducono la parola "Urantia" come nome del pianeta Terra e si auto-descrivono come personalità sovrumane che consegnano il libro come una rivelazione.
La Fondazione Urantia, una società statunitense senza scopo di lucro, pubblicò per la prima volta Il libro di Urantia nel 1955. Nel 2001, una giuria ritenne che il copyright del libro in inglese non fosse più valido a partire dal 1983. Il testo in lingua inglese negli Stati Uniti è considerato di pubblico dominio.

## Il retroscena

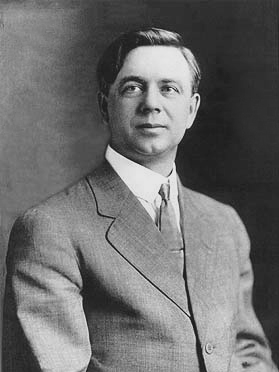
William S. Sadler

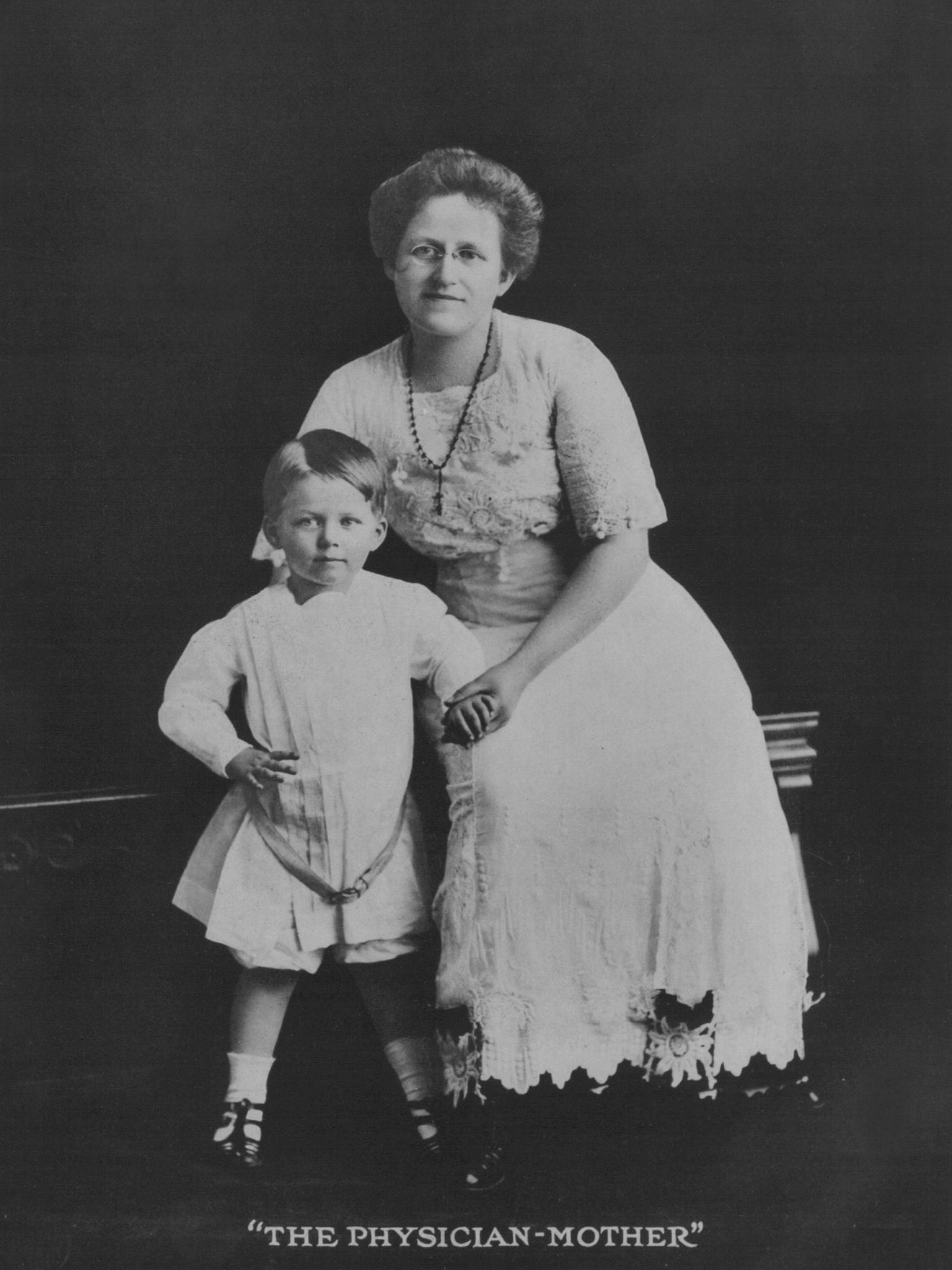
Lena K. Sadler

### La paternità e la pubblicazione
Il Libro di Urantia non indica autori umani, anche se parla di particolari esseri celesti chiamati "rivelatori", indicati per nome alla fine di ogni Fascicolo. È composto da 196 "Fascicoli", o capitoli, ciascuno dei quali è attribuito a un essere celeste, come nel caso di un consigliere divino, del capo degli arcangeli, di un brillante astro della sera, e di tanti altri. Bill Sadler Jr. ha composto l'indice pubblicato con il libro. Nel 1911 William S. Sadler e sua moglie Lena Sadler, noti medici di Chicago, dissero di essere stati contattati da una vicina preoccupata perché di tanto in tanto trovava suo marito in stato di sonno profondo, e con la respirazione anomala. Questa signora aggiunse che in questi casi non era in grado di svegliarlo. I Sadler si recarono dal loro vicino a osservare questi episodi, e nel corso del tempo, l'individuo produsse delle comunicazioni verbali che sosteneva provenire da un essere spirituale identificatosi come un "visitatore studente". La situazione cambiò a partire dai primi mesi del 1925, quando venne prodotto un "voluminoso documento manoscritto", che da allora divenne il metodo regolare della presunta comunicazione. I Sadler erano entrambi medici rispettati, e William S. Sadler è stato uno psichiatra, avventista e demistificatore dei fenomeni paranormali, tanto da essere noto come un non credente nel soprannaturale. Nel 1929 ha pubblicato un libro intitolato The Mind at Mischief, in cui spiega i metodi fraudolenti dei medium e come l'auto-inganno può portare a certe rivendicazioni psichiche. Ha scritto in un allegato che ci sono stati due casi dei quali non ha potuto chiarire a sufficienza.
(Sadler)
Nel 1924 un gruppo di amici di Sadler, ex pazienti e colleghi, iniziarono degli incontri domenicali per discussioni intellettuali, interessati direttamente alle strane comunicazioni che il dott. Sadler registrava attraverso il "paziente dormiente" e dei quali lessero degli appunti. In seguito, al gruppo fu permesso (attraverso questo sistema di comunicazione) di formulare domande e di ricevere le risposte da esseri celesti attraverso la "personalità di contatto".
Sadler presentò questo possibilità al gruppo, il quale generò centinaia di domande senza serietà, ma il risultato è stato quello della comparsa di risposte, sotto forma di documenti scritti autografi. Essi si sono molto impressionati dalla qualità delle risposte avute e hanno continuato a fare domande, fino a che sono stati ottenuti tutti i documenti ora noti come "Il Libro di Urantia". Il gruppo venne poi conosciuto come il "Forum". Un piccolo gruppo di cinque persone, chiamato la Commissione di Contatto, inclusi i Sadler, è stato responsabile della raccolta di domande provenienti dal Forum, e anche in qualità di custodi dei manoscritti, presentati come risposta, in seguito alle domande formulate. Essi furono anche gli organizzatori addetti alla revisione e alla digitazione del materiale.
I Sadler e le altre persone coinvolte, ora tutti defunti, hanno sostenuto che i documenti del libro sono stati fisicamente materializzati dal 1925 al 1935 in un modo a loro incomprensibile, i primi tre capitoli in fase di completamento nel 1934 e il quarto nel 1935. L'ultima riunione del Forum avvenne nel 1942.
Dopo che l'ultima parte (la IV) fu ottenuta nel 1935, è trascorso un ulteriore periodo di tempo in cui le richieste di chiarimenti portarono a delle revisioni. Sadler e suo figlio William (Bill) Sadler Jr. scrissero una introduzione al progetto e dissero che non si sarebbero potute aggiungere altre introduzioni. La prefazione è stata "trasmessa" in seguito.
Le comunicazioni presumibilmente continuò per altri due decenni, mentre i membri del Forum studiavano il libro in profondità, e secondo Sadler e gli altri membri, il permesso di pubblicare è stato dato loro nel 1955. La Fondazione Urantia è stata costituita nel 1950 in Illinois, come società educativa e senza scopo di lucro, e attraverso la raccolta di fondi privati il libro è stato pubblicato con il diritto internazionale d'autore il 12 ottobre 1955.
I membri della Commissione di contatto furono i soli testimoni delle attività del paziente "dormiente", e soltanto loro conoscevano la sua identità. L'individuo fu tenuto volutamente nell'anonimato, al fine di evitare per il futuro scene indesiderabili di venerazione o rispetto nei suoi confronti. Martin Gardner afferma che ci sarebbe stata un'altra spiegazione più plausibile di quella imputata agli Esseri Celesti, relativamente all'origine del libro. Indica il responsabile di tutto il fenomeno nella Commissione di Contatto e in particolare in William Sadler. La conclusione di Gardner sarebbe che un uomo di nome Wilfred Kellogg sia stato il paziente "dormiente" e l'autore stesso attraverso il suo subconscio, e William Sadler fu successivamente colui che riunì e impaginò i documenti. Un'analisi statistica mediante il metodo di stilometria di Wallace indica che siano stati coinvolti almeno nove autori nella stesura dei diversi capitoli, e la comparazione dei risultati dell'analisi del libro di Sadler, The Mind at Mischief, non indicherebbe la sua paternità o la sua direzione, senza escludere però la possibilità di alcune modifiche.

### Le rivendicazioni di canalizzazione
Martin Gardner afferma che Wilfred Kellogg fosse il canalizzatore iniziale del Libro di Urantia — vale a dire, Wilfred era il vicino del dottor Sadler con un disturbo del sonno, — sottolineando che Wilfred morì un anno dopo la pubblicazione del libro, nel 1956, ed ebbe un servizio funebre "urantiano".

### Stato del copyright
Nel 1991, dopo aver compilato un indice de Il Libro di Urantia e distribuito copie gratuite con CD e stampe, Kristen Maaherra venne citata in giudizio dalla Fondazione Urantia per aver violato i loro diritti d'autore sul libro Nel 1995, Maaherra vinse un giudizio sommario che dichiarava valido il rinnovo copyright della Fondazione Urantia in appello, la sentenza venne capovolta e assegnato alla Fondazione Urantia Quattro anni più tardi, nel 1999, Harry McMullan III e la Fondazione Michael pubblicarono un libro, Jesus – A New Revelation, che comprendeva testualmente 76 dei 196 documenti inclusi ne Il libro di Urantia. McMullan e la Fondazione Michael successivamente chiesero una dichiarazione legale che comprovasse la validità del copyright della Fondazione Urantia del "Il Libro di Urantia" o, in alternativa, che il copyright non fosse stato violato. I copyright della Fondazione Urantia si ritiene siano scaduti nel 1983, perché il libro non è stato ritenuto né un lavoro composito, né un lavoro commissionato per il noleggio. Questi due argomenti sono stati respinti, un tribunale statunitense ha dichiarato che, poiché il canalizzatore era deceduto prima del 1983, soltanto gli unici eredi sarebbero stati idonei a rinnovare il diritto d'autore nel 1983, e dal momento che questo non venne attuato, e il diritto d'autore della Fondazione Urantia per il Libro era scaduto, Il Libro di Urantia era quindi passato di pubblico dominio. Questa decisione venne confermata in appello.

## Contenuti

### Panoramica
Il libro di Urantia è di 2097 pagine e si compone di una prefazione introduttiva seguita da 196 "capitoli" divisi in quattro parti:
1. L'Universo Centrale e il Superuniverso, questa parte riguarda ciò che gli autori considerano i più alti livelli della creazione, a partire dall'eternità e dall'infinito "Padre Universale", i componenti la Trinità e l'Isola del Paradiso. Gli autori affermano che Dio abita in questa isola, che esiste al di fuori dello spazio e del tempo ed è composta da una strana sostanza unica chiamata "Absolutum". In orbita intorno al Paradiso risiede l'Universo di Havona, un miliardo di "mondi perfetti, senza tempo". Al di fuori di questa eternità gravitano sette superuniversi imperfetti, in continua evoluzione, ognuno contenente 100.000 universi locali, e ciascuno di coloro contenente dieci milioni di pianeti abitati. Gli abitanti di questi pianeti sono descritti come umanoidi, con un'altezza che varia (a causa delle differenze di gravità) dai dieci metri ai 30 pollici, tra cui alcuni pianeti abitati da "non respiratori"[13].
2. L'Universo Locale, dove viene descritta l'origine, l'amministrazione e la personalità dell'universo locale di "Nebadon", che si dice contenga Urantia. Presenta racconti sugli abitanti di universi locali e come viene coordinato il loro lavoro in uno schema di ascensione spirituale e la progressione di diversi ordini di esseri, compresi gli umani, gli angeli, e tanti altri. Quando moriamo, ci svegliamo nel primo di sette "mondi delle dimore" in un pianeta costruito appositamente chiamato Jerusem. Le nostre anime sono in nuovi corpi semi-materiali (chiamati morontiali), con un cervello completo di tutti i nostri ricordi al momento della morte. Dopo lo studio sui mondi di Jerusem, riceviamo ulteriore formazione sui settanta satelliti di Edentia, e poi nei 490 satelliti di Salvington, la capitale mondiale di Nebadon. A quel punto, le nostre anime sono giunti al "primo stadio di spiriti."[14]
3. La Storia di Urantia è l'esposizione della storia della Terra, e presenta una spiegazione della presunta origine, scopo, evoluzione e destino, del nostro mondo e dei suoi abitanti, un saggio relativamente a "La religione nell'esperienza umana", il concetto di "Aggiustatore del Pensiero", de "la sopravvivenza della Personalità," e termina con "I conferimenti di Cristo Micael." I primi esseri umani non furono Adamo ed Eva, ma una coppia di gemelli chiamati Andon e Fonta, nati nel 991.485 a.C.[15] Sulla origine delle razze, il Libro di Urantia sostiene che 500.000 anni fa, una famiglia nel nord dell'India ebbe 19 bambini con vari colori della pelle: cinque bambini svilupparono la pelle rossa (gli antenati dei nativi americani), due la pelle arancio (i loro discendenti sono stati poi spazzati via dai discendenti della razza verde), quattro quella gialla (gli antenati dei popoli orientali), due quella verde (i cui discendenti sono stati "incorporati" da altre razze), quattro quella blu (i cui discendenti, dopo aver avuto un leggero amalgama con le razze rossa e gialla, produssero l'attuale razza bianca), e due quella indaco (i cui discendenti emigrarono in Africa e divennero l'attuale razza negra)[16].
4. La vita e gli insegnamenti di Gesù narrano dell'infanzia di Gesù, della sua adolescenza, della sua vita familiare, del suo ministero pubblico, e degli gli eventi che hanno portato alla sua crocifissione, morte e risurrezione. Prosegue con fascicoli sulle apparizioni dopo la sua risurrezione, la Pentecoste, e infine, "La fede di Gesù". Questa Parte IV illustra molti dei concetti presentati nelle prime tre parti, attraverso la storia della vita di Gesù. Gli autori rifiutano l'idea di nascita della Vergine miracolosa, sostenendo che Gesù sia nato da padre e madre normale, indipendentemente dalla sua natura come incarnazione di un Figlio Creatore e lui stesso creatore materiale dell'universo locale di Nebadon (compreso la nostra Terra). Essi rifiutano anche il miracolo della moltiplicazione dei pesci[17] e della trasformazione dell'acqua in vino, ma accettano la risurrezione miracolosa di Lazzaro, che in seguito divenne il tesoriere di una congregazione cristiana a Filadelfia.

## L'aspetto letterario
Il Libro di Urantia è stata apprezzato da alcuni come una forma di fantascienza, romanzo storico o fantasia. Esso si distingue per il suo alto livello di coerenza interna e uno stile di scrittura avanzato. Lo scettico Martin Gardner, in un libro molto critico nei confronti del "Il Libro di Urantia", scrive che è "molto fantasioso" e che "supera in fantasia la cosmologia di qualsiasi altro lavoro di fantascienza da me conosciuto".
Le Parti I, II, e III sono scritte principalmente in linguaggio espositivo. I documenti sono informativi, dati di fatto, e didattici. La Parte IV del libro è una biografia della vita di Gesù, e alcuni sostengono che sia una narrazione ricca di personaggi ben sviluppati, l'attenzione ai dettagli, una fitta trama, e un dialogo realistico. Considerato alla stregua di letteratura, la IV Parte è notevolmente arricchita rispetto ad altre narrazioni della vita di Gesù, come ad esempio The Gospel According to Jesus Christ di José Saramago e Behold the Man di Michael Moorcock. Martin Gardner ritiene questa IV Parte un "lavoro ben scritto, speciale e impressionante", e dice: "Esso è particolarmente accurato nella sua storia perché proviene direttamente da esseri superiori in grado di sapere, o si tratta di un'opera di fantasia fertile derivante da qualcuno che conosceva molto bene il Nuovo Testamento a memoria e che è stato anche impegnato nello studio e conoscenza dei tempi in cui visse Gesù". La sua valutazione è che il racconto sia un lavoro avente paternità umana.

## Interpretazioni critiche

### Critiche sull'affermazione di rivelazione
La pretesa della rivelazione del Libro di Urantia è stata criticata per vari motivi. Gli scettici, come Martin Gardner, affermano che sia un prodotto degli sforzi umani, piuttosto che una rivelazione, perché una parte della sua scienza è imperfetta. Infatti il libro non supporta alcuni principi del cristianesimo, come la dottrina dell'Espiazione, e al tempo stesso presenta un resoconto della vita di Gesù, assente nel Vangelo. Anche altri con punti di vista cristiano hanno sostenuto non può essere vero.
Altri critici hanno ritenuto sia troppo lunga, complessa e burocratica, un insieme di oltre 2.000 pagine, quasi il doppio della lunghezza della Bibbia.

### La critica sulla scienza
Nel Capitolo 101, "La Natura reale della Religione," gli autori scrivono:
Gli scettici come Martin Gardner vedono la scienza de Il libro di Urantia come un chiaro riflesso di punti di vista che ha prevalso nel momento in cui il libro ha avuto origine. L'ammissione da parte degli autori del libro che non debba essere presa in considerazione nessuna scoperta scientifica, sarebbe vista come un chiaro stratagemma per impedire agli eventuali errori di essere respinta in seguito. Tale presentazione scientifica non presentata nel dopo-1955 viene presa come una prova che il libro venne scritto da esseri umani e non da esseri celesti con una conoscenza superiore. Esempi di critiche per quanto riguarda la scienza ne Il libro di Urantia, includono:
- La formazione descritta del sistema solare è in linea con l'ipotesi del Planetesimo di Chamberlin-Moulton. Anche se fu popolare nella prima parte del XX secolo, dai primi anni del 1940 è stata scartata, e la spiegazione scientifica attualmente accettata per l'origine del sistema solare è basata sull'ipotesi nebulare.
- In base alle descrizioni del libro, l'universo è di centinaia di miliardi di anni e si espande e si contrae periodicamente - "respira" - con fasi di 2 miliardi di anni di intervallo. Osservazioni attuali suggeriscono che la vera età dell'universo è circa 13,7 miliardi di anni, e non ci sono cicli di espansione e contrazione. Il libro non è in linea con il concetto della Teoria del Big Bang.
- Nel capitolo IV del Fascicolo 15 del Libro di Urantia, Andromeda ha una distanza di "quasi un milione di anni luce" dal nostro pianeta; in base alle scoperte contemporanee degli astronomi Hubble e Shapley, oggi è ben noto che questa galassia, M31, è distante di 2,537 milioni di anni luce.
- Secondo il Fascicolo 58, la vita è stata impiantata 550 milioni di anni fa, ma gli scienziati hanno trovato prove di vita batterica e fossili stromatoliti in Australia fino a 3,5 miliardi di anni. Nel 2002 un risultato di grafite e uno studio successivo su roccia di carbone metamorfica però, presentano tracce di più giovani particelle di carbonio che contaminarono la roccia metamorfica più antica, mettendo in discussione la valutazione della prima prova scientifica, e ritornando quindi all'ipotesi di una più antica origine.
- Si crede che una particella fondamentale chiamata "Ultimatone" sia alla base dell'elettrone, composto così da 100 ultimatoni. La particella non è stata ancora scoperta né è supportata da moderni studi sulla fisica delle particelle.
- Il libro sembra ripetere l'idea prevalente al momento della sua origine, secondo cui un lato del pianeta Mercurio è sempre rivolto verso il Sole a causa del blocco delle maree. Nel 1965, radioastronomi hanno scoperto che Mercurio ruota in realtà abbastanza veloce in tutti i lati, per vedere la sua esposizione al sole.

- Si dice che alcune specie si siano evolute da una singola mutazione genetica senza transizione di specie. La teoria nasce con il botanico olandese Hugo de Vries, ma, nonostante il punto di riferimento del documento pubblicato nel 1972 dai paleontologi Niles Eldredge e Stephen Jay Gould, molto scetticismo persiste in questa ricerca, ora conosciuta come la Teoria degli equilibri punteggiati.
- Nel Libro si possono trovare controverse dichiarazioni sulle razze umane. I sostenitori di questa tesi affermano che la critica si è verificata decontestualizzando certi brani. Gardner ritiene che William S. Sadler, autore di alcuni trattati di eugenetica, era anche implicato nella pubblicazione del libro, e in questo modo, tali idee vennero veicolate.

Meredith Sprunger, un credente Liberal religion del Libro di Urantia in pensione e ministro della Chiesa unita di Cristo scrive, "la ricerca ha rivelato che la quasi totalità del materiale scientifico trovato nel Libro di Urantia era già a conoscenza della comunità scientifica di quel periodo, o era preso in considerazione da alcuni scienziati di quel tempo, o stava per essere scoperto o riconosciuto". Egli argomenta contro la sua infallibilità letterale e che il fondamentalismo del libro è "altrettanto insostenibile come fondamentalismo biblico".
Una controversia che è nata tra lettori e Gardner riguarda la data di pubblicazione del libro, i primi ritengono che esso abbia anticipato profeticamente i progressi scientifici, mentre il secondo afferma che nel ventennio che va dal 1935 al 1955 (pubblicazione del libro), tali scoperte potrebbero essere percepite come profetiche, quando invece potrebbero essere stati aggiunti successivamente e prima della pubblicazione.
Ad esempio, viene descritto il ruolo di catalizzatore che il carbonio gioca nelle reazioni nucleari del sole, anche se l'annuncio di Hans Bethe della scoperta non è stato fatto fino al 1938.
L'unica anticipazione della scienza che apparentemente viene svelata, secondo Gardner, è quando si parla del magnetismo in possesso dei piccioni viaggiatori: "L'umanità non è del tutto ignara di questo senso in quanto possesso consapevole"(Fasc. 34.4.13). Nel 1980 uno zoologo britannico, Robin Baker, ha pubblicato la prova che gli esseri umani hanno un limitato senso magnetico.
Mark McMenamin, professore di geologia, cita una sezione del libro che descrive un supercontinente miliardi di anni fa, che poi si divise, formando bacini oceanici dove si sviluppò presto vita marina. Egli dice: "Questo passaggio incredibile, scritto nel 1930, anticipa i risultati scientifici che in realtà non compaiono nella letteratura scientifica fino a molti decenni dopo". McMenamin afferma inoltre, "Sicuramente sto facendo una selezione nella mia scelta di citazioni, ma ci sono pagine e pagine di materiale scientificamente insostenibile ne Il libro di Urantia".

## Influenza

### Aderenti
Secondo lo studio dello scrittore Brad Gooch, non vi è alcun modo per stabilire il numero di adesioni al libro non essendoci alcuna organizzazione interna di censimento. Gruppi di studio informali "tendono a germogliare, maturare, poi svaniscono". I Lettori a volte partecipano a gruppi di studio, dopo aver letto da soli per anni o decenni, altri si uniscono a loro subito dopo aver sviluppato un certo interesse per il libro, mentre "per la maggior parte, il culto rimane individuale come l'atto della lettura". I contrasti sulla proprietà legale del libro, la sua interpretazione e la ricezione di nuove rivelazioni hanno portato ad alcune spaccature, anche se questi dissapori sembrano essere stati per la maggior parte risolti, in modo soddisfacente. Il movimento comprende in genere una visione settaria, sostenendo che tutti gli individui anche di diverse religioni possano ricevere dal libro insegnamenti sotto forma di arricchimento, piuttosto che porsi in contraddizione alla propria fede.
Il piccolo movimento ispirato da Il Libro di Urantia non ha sviluppato clero o istituzioni come chiese, sale di lettura, o templi.
Sarah Lewis osserva che "La Rivelazione di Urantia non si garantisce la propria legittimità attraverso mezzi storicamente noti e accettate nella stragrande maggioranza di questi casi, nemmeno usando un linguaggio comune in grado di aumentare la possibilità di comprensione e quindi l'accettazione. Essa introduce nuovi concetti e un nuovo linguaggio, e questo non rende più facile l'accettazione." Si valuta che il movimento non si pone in contrapposizione rispetto a tutti gli altri, "manca lo zelante proselitismo che invece si trova in molti altri gruppi", e che quindi è probabile che rimanga un piccolo movimento, influenzato da punti di vista diversi.
La Fondazione Urantia in passato ha previsto una "lenta crescita" politica e non ha commercializzato in modo significativo il libro. Le vendite della Fondazione Urantia sono passate da 7.000 nel 1990 a 24.700 nel 1997, e costantemente in aumento, a quasi 38.000 nel 2000, una "ripresa che sembra rappresentare un vero e proprio trend e non soltanto un picco limitato ad un grafico sulle vendite", ma nel 2011 la Fondazione ha riferito che in tutto il mondo le vendite annuali sono state di 16.000 copie e oltre 60.000 download da vari siti. Dal momento che il Libro è stato stabilito di dominio pubblico nel 2001, altre organizzazioni, come ad esempio la Urantia Book Fellowship sotto il nome Uversa Press, hanno pubblicato il libro. Copie del Libro di Urantia sono su Internet in vari formati e di recente è stato adattato per le piattaforme come l'Amazon Kindle e l'App Store. Il Libro è presente su internet, anche in formato audio.
The International Urantia Association aveva, a partire dal 2002, 26 gruppi di lettori, e l'Urantia Book Fellowship (ex Urantia Brotherhood, fondata nel 1955 con Urantia Foundation come l'originale organizzazione fraterna di credenti) ha sostenuto circa 1.200 membri ufficiali, con le più alte concentrazioni nell'Ovest degli Stati Uniti e nel Sun Belt, in particolare in California, Colorado, Florida e Texas. Sembra che un numero crescente di persone si stiano formando in gruppi di studio, mediante la partecipazione a gruppi o forum su Internet, e l'accoglienza o la visita nei loro siti web.

### Opere dedicate
- Jaco Pastorius ha scritto una canzone che appare sul Heavy Weather dei Weather Report col titolo Havona
- Karlheinz Stockhausen ha basato la sua settima opera del ciclo Licht sulla cosmologia del Libro di Urantia.[33][34]
- Stevie Ray Vaughan (1954–1990): "Stevie spesso portava con sé Il libro di Urantia e leggeva a Lindi singolari passaggi tratti dalla pubblicazione."[35]
- Jimi Hendrix (1942–1970) "Anche Jimi aveva con lui, Il Libro di Urantia, una Bibbia alternativa...Jimi portava con sé questo libro ovunque--insieme al suo album di Bob Dylan--a detta dei suoi amici, egli aveva imparato molto leggendo quelle pagine."[36]
- Jerry Garcia era un Lettore del  Il Libro di Urantia e affermò che era "una delle sue opere esoteriche preferite"[37]
- Kerry Livgren una sua citazione: "Nel 1977, ho scoperto un libro che mi ha convinto di aver raggiunto la fine della mia carriera. Esso si chiamava...Il Libro di Urantia[38]
- Pato Banton,artista reggae e DJ, in diverse interiviste ha spiegato come la scoperta del Libro di Urantia abbia risposto alle molte domande che egli si era posto durante le missioni dei quindici anni spirituali, e di come abbia scoperto il suo rapporto personale con Dio attravaerso essa.[39]

## Curiosità
- Stevie Ray Vaughan (1954-1990), chitarrista statunitense di blues-rock, "spesso porta con sé il libro di Urantia e rilegge i passaggi di più difficile comprensione".[40]